# Heliocopris pirmal
Heliocopris pirmal är en skalbaggsart som beskrevs av Johan Christian Fabricius 1798. Heliocopris pirmal ingår i släktet Heliocopris och familjen bladhorningar. Inga underarter finns listade i Catalogue of Life.